# Schmarotzer-Rädertierchen
Die Schmarotzer-Rädertierchen (Proales) sind eine Gattung der Rädertierchen (Rotatoria). Sie sind wurmähnlich und weichhäutig. Der Fuß ist lediglich schwach entwickelt. Das Räderorgan ist eine schräge, bewimperte Fläche, welche bauchwärts verlagert ist. Proales ist eine Sammelgattung, die wenig einheitliche Arten umfasst.

## Arten (Auswahl)
- Proales daphnicola Thompson, 1892
- Proales decipiens (Ehrenberg, 1831)
- Proales parasita (Ehrenberg, 1838)
- Proales werneckii (Ehrenberg, 1834)

## Belege
- Heinz Streble, Dieter Krauter: Das Leben im Wassertropfen. Mikroflora und Mikrofauna des Süßwasser. Ein Bestimmungsbuch. Franckh-Kosmos Verlag, Stuttgart 2008, ISBN 978-3-440-11966-2